# Guardian Heroes
Guardian Heroes (Japans: ガーディアンヒーローズ; Gādian Hīrōzu) is een computerspel voor het platform Sega Saturn. Het spel is in dezelfde stijl als Golden Axe en Final Fight, maar met meer elementen van actierollenspel (ARPG). Het spel werd uitgebracht in 1996.
In 2004 kwam het vervolg van het spel uit genaamd Advance Guardian Heroes voor de Game Boy Advance.

## Ontvangst
| Beoordeeld door                        | Platform    | Jaar | Score |
| -------------------------------------- | ----------- | ---- | ----- |
| GamesFirst!                            | SEGA Saturn | 2006 | 1000  |
| Retrogaming History                    | SEGA Saturn | 2010 | 95    |
| OMGN: Online Multiplayer Games Network | Xbox 360    | 2011 | 93    |
| Defunct Games                          | SEGA Saturn | 2005 | 90    |
| neXGam                                 | SEGA Saturn | 1996 | 88    |
| Jeuxvideo.com                          | Xbox 360    | 2011 | 85    |
| Game Revolution                        | SEGA Saturn | 2004 | 83    |
| Electronic Gaming Monthly (EGM)        | SEGA Saturn | 1996 | 81    |
| Gamereactor (Zweden)                   | Xbox 360    | 2011 | 80    |
| The Video Game Critic                  | SEGA Saturn | 2009 | 25    |

## Trivia
- Het spel is opgenomen in het boek 1001 Video Games You Must Play Before You Die van Tony Mott.